# مقاطعة برانش (ميشيغان)
مقاطعة برانش (بالإنجليزية: Branch County, Michigan) هي مقاطعة تقع جنوبي شبه الجزيرة السفلى بولاية ميشيغان في الولايات المتحدة. تأسست سنة 1829، وبلغ عدد سكانها 45248 نسمة في تعداد عام 2010 بحسب إحصاء مكتب تعداد الولايات المتحدة وتصل الكثافة السكانية فيها 35 نسمة/كم2.

## أعلام
- إدغار ج. آدمز

## وصلات خارجية
- حكومة مقاطعة برانش نسخة محفوظة 27 أغسطس 2004 على موقع واي باك مشين. (بالإنجليزية)
- مكتب سياحة مقاطعة برانش (بالإنجليزية)
- غرفة تجارة مقاطعة مقاطعة برانش (بالإنجليزية)
- "مصادر حول مقاطعة برانش". مكتبة كلارك التاريخية، جامعة ميشيغان الوسطى. مؤرشف من الأصل في 2019-12-13. (بالإنجليزية)